# Manogea porracea
Manogea porracea är en spindelart som först beskrevs av Carl Ludwig Koch 1838.  Manogea porracea ingår i släktet Manogea och familjen hjulspindlar. Inga underarter finns listade i Catalogue of Life.